# Antillai gyümölcsdenevér
Az antillai gyümölcsdenevér (Brachyphylla cavernarum) az emlősök (Mammalia) osztályának a denevérek (Chiroptera) rendjébe, ezen belül a kis denevérek (Microchiroptera) alrendjébe és a hártyásorrú denevérek (Phyllostomidae) családjába tartozó faj.
Nemének a típusfaja.

## Előfordulása
Az antillai gyümölcsdenevér megtalálható Puerto Ricóban és a Kis-Antillák szigetein.

## Alfajai
- Brachyphylla cavernarum cavernarum
- Brachyphylla cavernarum intermedia
- Brachyphylla cavernarum minor

## Megjelenése
Szőre sárga. Testhossza 65 - 118 milliméter. Az alkarhossza 51 - 69 milliméter. Testtömege 45 gramm.

## Életmódja
Tápláléka virágpor, gyümölcsök, nektár, valamint rovarok.

## Szaporodása
A kis denevérek késő májustól kora júniusig jönnek világra. Ebben az időszakban a kolóniákban többnyire nőstények vannak, csupán egy utóduk van.

## Természetvédelmi állapota
Az antillai gyümölcsdenevér jelenleg nem veszélyeztetett, az élőhelyének átalakítása fenyegeti.